# Эйвазлы (Агдамский район)
Эйвазлы́ (азерб. Eyvazlı) — село в Агдамском районе Азербайджана.

## Этимология
Название происходит от рода Эйвазлыляр из племени шахсевенов.

## История
В селе обнаружены свидетельства эры неолита-энеолита.
Первые упоминания села датированы концом XIX века.
Село Эйвазлу в 1913 году согласно административно-территориальному делению Елизаветпольской губернии относилось к Сараджалинскому сельскому обществу Шушинского уезда.
В 1926 году согласно административно-территориальному делению Азербайджанской ССР село относилось к дайре Хиндристан Агдамского уезда.
После реформы административного деления и упразднения уездов в 1929 году был образован Карвендский сельсовет в Агдамском районе Азербайджанской ССР.
Согласно административному делению 1961 и 1977 года село Эйвазлы входило в Карвендский сельсовет Агдамского района Азербайджанской ССР.
В 1999 году в Азербайджане была проведена административная реформа и был учрежден Кузанлинский муниципалитет Агдамского района, куда и вошло село.

## География
Неподалёку от села протекает река Хачынчай.
Село находится в 30 км от райцентра Агдаш, в 17 км от временного райцентра Кузанлы и в 336 км от Баку. Ближайшая ж/д станция — Тазакенд.
Высота села над уровнем моря — 122 м.

## Население
| Численность населения | Численность населения |
| 1886                  | 1979                  |
| --------------------- | --------------------- |
| 28                    | ↗320                  |

## Климат
В селе холодный семиаридный климат.

## Инфраструктура
1 октября 2011 года в село налажена поставка природного газа. В селе расположена средняя школа.